# Accademia di San Carlo Borromeo
Die Accademia di San Carlo Borromeo (ASCB), auch Accademia di San Carlo genannt, war eine kirchliche wissenschaftliche Akademie in Mailand, die dem Werk und Wirken von Carlo und Federico Borromeo gewidmet war und 2008 in neuer Form als Classe di Studi Borromaici in die neugegründete Accademia Ambrosiana überführt wurde.

## Vorgeschichte
Die Gründung der Akademie geht zurück auf einen Wunsch Papst Johannes’ XXIII., der in früherer Zeit bereits die fünfbändige Ausgabe der Akten von Carlo Borromeos Visite in Bergamo als Herausgeber betreut hatte (Fontes Ambrosiani 13–17, 1936–1957) und 1958 in einem noch nicht unterzeichneten Memorandum dem damaligen Kardinal und Erzbischof von Mailand, Giovanni Battista Montini, die Gründung einer eigenen Institution zur Herausgabe der Briefe und authentischen Schriften Borromeos vorschlug.

## Gründung
1963, kurz vor seiner eigenen Wahl zum Papst, griff Montini diesen Wunsch auf und verfügte mit Dekret vom 8. Mai die Gründung der Akademie. Sie sollte ihren Sitz im erzbischöflichen Palast in Mailand haben und dem Zweck gewidmet sein, das dokumentarische und bibliographische Material zu Carlo Borromeo zu sammeln und sein Leben und Werk zu erforschen. 

## Neugründung und Aufnahme des Akademiebetriebs
Trotz ihres rechtlichen Bestandes seit diesem Gründungsdatum kam es jedoch noch zu keiner eigentlichen Ausübung solcher Funktionen, bis Montinis Nachfolger im Bischofsamt, Giovanni Colombo, am 18. Oktober 1976 der Akademie ein neues Statut mit erweiterter Bestimmung ihrer inhaltlichen Aufgaben gab und als neuen Sitz die Biblioteca Ambrosiana festlegte. Gemäß dem neuen Statut war es ihr Zweck, Forscher zusammenzuführen, die die Studien und Veröffentlichungen zur Person und zum Werk Carlo Borromeos und zu den mit diesem Werk verbundenen religiösen Problemen der vorhergehenden und nachfolgenden Geschichte beförderten, wobei diesmal ausdrücklich auch die Einbeziehung des Wirkens seines Vetters und Nachfolgers Federico Borromeos, des Gründers der Ambrosiana, gewünscht war.
Nachdem die ersten 24 Mitglieder nominiert war, fand am 4. November 1978, zum Beginn des akademischen Jahres 1978/79 und zugleich dem Tag nach dem Todes- und Festtag des Heiligen, die Inauguration der Akademie und erste Wahl ihrer Mitglieder statt, mit einem einleitenden Vortrag von Henryk Damian Wojtyska über Carlo Borromeo als Exponent der päpstlichen Politik gegenüber dem mittleren und östlichen Europa in den Jahren 1560–1563.
Die Akademie hielt seither im regelmäßigen jährlichen Turnus jeweils im November zum Beginn des akademischen Jahrs Tagungen zu den Themen ihres satzungsgemäßen Arbeitsgebietes ab, die seit 1980 den Charakter wissenschaftlicher Kongresse annahmen, und deren Vorträge regelmäßig auch publiziert wurden. Aus Anlass der 350. Wiederkehr seines Todestages wurde die vierte dieser Tagungen (1981) gemäß der erweiterten Themenstellung von 1976 Federico Borromeo gewidmet. Aus Anlass der 10. Jahrestagung wurden die Mitglieder der Akademie am 17. November 1988 von Johannes Paul II. durch einen Empfang und eine Ansprache geehrt.
Colombos Nachfolger im Bischofsamt, Carlo Maria Martini, erneuerte das Statut am 26. September 1999. Nach dem Statut von 1976 hatte der Erzbischof als Präsident der Akademie fungiert, im Zusammenwirken mit einem Vizepräsidenten (Carlo Marcora, Mitglied des Komitees der Dottori della Biblioteca Ambrosiana) und unterstützt von einem Exekutivkomitee der ASCB und der Kongregation der Konservatoren der Bibliothek. Seit der Reform von 1999 versah der Erzbischof hingegen das vornehmlich repräsentative Amt des Großkanzlers, während die Präsidentschaft dem Präfekten der Biblioteca Ambrosiana (Franco Buzzi) übertragen und dadurch eine verbesserte Integration der Akademie in die Bibliothek ermöglicht wurde. Die Zahl der Mitglieder konnte von 1993 bis 2003 mehr als verdoppelt werden, von 36 auf 75 Mitglieder, die insgesamt elf Nationen angehören.

## Veröffentlichungen der Akademie
Die Akten der Jahrestagungen erschienen seit 1978 zunächst als fortlaufend gezählte Bände unter dem Titel Inaugurazione del ... anno accademico (1.1978 bis 8.1986 für 1985) und wurden dann seit 1987 in die neu gegründete Reihe Studia Borromaica übernommen. Unter dem Reihentitel Fonti e Studi brachte die ASCB außerdem in den Jahren 2004 bis 2007 sechs Monographien und Werkausgaben, insbesondere zu Federico Borromeo, heraus.
Für das Projekt einer Nationalausgabe der sehr zahlreichen Briefe Carlo Borromeos wurde im November 1993 in der ASCB die ihr angegliederte Commissione dell'Epistolario di San Carlo gegründet und 1994 ein Antrag auf Unterstützung beim Nationalen Forschungsrat (CNR) eingereicht, der Antrag dort aber abschlägig beschieden. Die Überlegungen zur Weiterführung des Projekts wurden 1995 in einer Denkschrift der Akademie unter dem Titel Le lettere di San Carlo Borromeo. Un patrimonio milanese per l'Europa veröffentlicht und dann seit Anfang der 2000er-Jahre damit begonnen, die Handschriften eines ersten Fonds von rund 40.000 Briefen unter dem Titel Epistolario di San Carlo in digitaler Form im Internet zugänglich zu machen, wovon mit Stand vom Juni 2012 mittlerweile rund 20.000 verfügbar geworden sind.

## Fortsetzung in der Accademia Ambrosiana
Martinis Nachfolger Dionigi Tettamanzi brachte bei der Neugründung der Accademia Ambrosiana am 20. März 2008 auch die bereits an der Biblioteca Ambrosiana tätigen Akademien, neben der ASCB besonders die seit 2003 bestehende Accademia di Sant'Ambrogio, in die neue Einrichtung ein. Als erste von insgesamt neun Klassen dieser Einrichtung ist seither die Classe di Studi Borromaici die Nachfolgerin der ASCB. Sie hat den Usus der Jahrestagungen zum Dies academicus im November des jeweiligen Jahres beibehalten. Ihr gehören heute rund 80 Mitglieder an.